# 天山蜡菊
天山蜡菊（学名：Helichrysum thianschanicum），为菊科拟蜡菊属下的一个植物种。